# Yountville
Yountville est une municipalité du comté de Napa, en Californie, aux États-Unis. Sa population était de 2 916 habitants selon le recensement de 2000. Le village tient son nom de George Calvert Yount, considéré comme l'un des pionniers de la viticulture de la région, et dont la pierre tombale est toujours à Yountville.

## Géographie
Yountville se situe le long de la route californienne 29 qui traverse la région viticole de la vallée de Napa. Selon le Bureau du recensement des États-Unis, la municipalité a une superficie de 4,2 km².

## Économie
Yountville a une économie essentiellement œnotouristique, et la localité et ses environs sont une région viticole américaine (American Viticultural Area, ou AVA) reconnue par l'Alcohol and Tobacco Tax and Trade Bureau. L'appellation Yountville est incluse au sein de celle de Napa Valley et bordée par celles d'Oakville, Stags Leap, Mount Veeder et Oak Knoll District of Napa Valley. Les domaines viticoles Bell Wine Cellars, Blankiet Estate et Dominus y ont leur siège.
La localité compte un des restaurants les plus célèbres des États-Unis, The French Laundry (3 étoiles au Michelin), appartenant à Thomas Keller.
Le Lincoln Theatre y accueille notamment la Napa Regional Dance Company.
On y trouve également un parcours de golf 18 trous, très prisé par les habitants de la ville.
Yountville est jumelée en France avec le village de Dorlisheim (Alsace).

## Démographie
| 1970  | 1980  | 1990  | 2000  | 2010  | - |
| ----- | ----- | ----- | ----- | ----- | - |
| 2 332 | 2 893 | 3 259 | 2 916 | 2 933 | - |